# Ernst Schwartzkopff
Ernst Wilhelm Schwartzkopff (* 28. Mai 1852 in Magdeburg; † 24. Oktober 1904 in Lichterfelde bei Berlin) war ein deutscher Architekt und preußischer Baubeamter.

## Leben
Ernst Schwartzkopff war ein Neffe des bedeutenden Maschinenbau-Unternehmers Louis Schwartzkopff, nach dem die Schwartzkopffstraße in Berlin-Mitte benannt ist.
Bis 1874 besuchte er das Klostergymnasium in Magdeburg, das er mit dem Abitur verließ, und leistete anschließend seinen Militärdienst als Einjährig-Freiwilliger beim Husaren-Regiment Nr. 7. Danach studierte er Rechtswissenschaften an der Rheinischen Friedrich-Wilhelms-Universität Bonn. Anschließend studierte er bis 1877 an der Technischen Hochschule (Berlin-)Charlottenburg Architektur und legte das erste Staatsexamen ab. Am Ende seines Referendariats bestand er 1883 das zweite Staatsexamen und wurde zum Regierungsbaumeister (Assessor in der öffentlichen Bauverwaltung) ernannt.
Schwartzkopff führte den Titel Dombaumeister, außerdem seit 1890 den Titel eines (königlichen) Baurats.

## Familie
Am 8. Dezember 1881 heiratete er Anna Klara Helene geb. Lippert (* 23. November 1858), die Tochter eines Magdeburger Kaufmanns. Aus der Ehe gingen drei Kinder hervor, zwei Söhne und eine Tochter. Der Sohn Erwin Schwartzkopff war ebenfalls im Baufach tätig, brachte es als staatlicher Baubeamter bis zum Regierungsbaurat und war ab 1924 in der Privatwirtschaft als Direktor der Elektrizitätswerk Westerwald AG tätig. Der Sohn Rolf Schwartzkopff wurde Jurist. Die Tochter Erika heiratete im Februar 1915 den Historiker und Lyriker Friedrich Wolters, eine der wichtigsten Personen des George-Kreises.

## Partner
Schwartzkopff arbeitete ab Mitte der 1880er Jahre mit dem Architekten Heinrich Theising zusammen; sie konnten in ihrem Wohnort Groß-Lichterfelde bei Berlin erste Einfamilienhäuser planen und bauen. Zugleich gewannen sie weitere Auftraggeber in der rasch wachsenden Stadt Berlin und in weiteren Umlandgemeinden. Sie schlossen sich um das Jahr 1900 mit der Bildung eines gemeinsamen Büros noch enger zusammen, was aber nicht hinderlich war, auch wieder einzeln oder mit anderen Architekten bei konkreten Projekten enger zusammenzuarbeiten. – Einige ihrer Bauten sind erhalten und stehen unter Denkmalschutz.

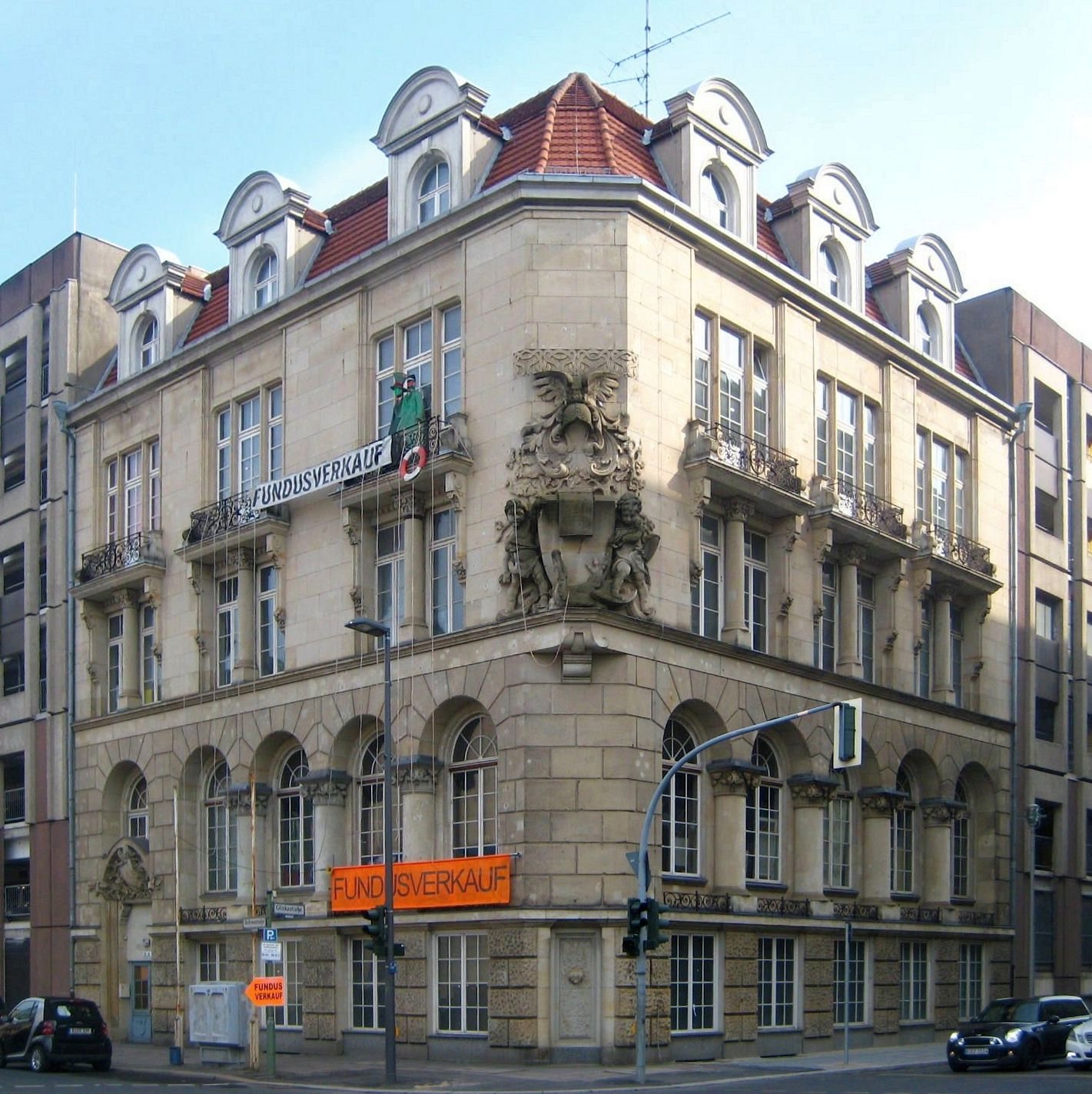
Stadthaus, Behrenstraße 14–16

Theising hatte im Jahr 1898 in der Behrenstraße 14–16 (Berlin-Mitte) ein Wohn- und Geschäftshaus errichtet, in dem er fortan sein Atelier unterhielt.
Ernst Schwartzkopff hatte sich 1903/1904 zusammen mit Gustav Liebig einen Namen beim Bau der Genossenschaftssiedlung Hussitenstraße/Strelitzer Straße gemacht, als Auftraggeber war der Vaterländische Bauverein aufgetreten. Von der ursprünglichen Ausformung des Ensembles sind durch Zerstörungen und größere Umbauten in späteren Jahren nur noch drei Bauteile erhalten, die jedoch kaum noch Fassadenschmuck haben. Das einzige originale Element ist eine überlebensgroße Petrus-Statue aus Metall gegossen, vor dem Giebelfeld in der Hussitenstraße.

## Ehrungen
Für seine Verdienste erhielt er den preußischen Kronen-Orden IV. Klasse, 1903 den preußischen Roten Adlerorden IV. Klasse und die Kaiser-Wilhelm-Erinnerungsmedaille.

## Bauten (Auswahl)
- 1884: Einfamilienhaus, Wilhelmstraße 2 (ab 1964 Königsberger Straße), für den Stadtrat Marggraff; (mit Theising)[15]
- 1884–1885: Einfamilienhaus, Wilhelmstraße 3 (ab 1964 Königsberger Straße) für den Bauherrn Rechtsanwalt Haenisch aus Berlin;[16] (mit Theising)[17]
- 1885: Einfamilienhaus, Wilhelmstraße 5 (ab 1964 Königsberger Straße), (mit Theising)[18]
- 1886–1887: Diakonissen-Mutterhaus mit Kapelle im Paul-Gerhardt-Stift in Berlin[19]
- 1890–1891: Mehrfamilien-Mietshaus, Wilhelmstraße 46 (ab 1964 Königsberger Straße), (mit Theising)[20]
- 1892 (mit Heinrich Theising): Kirche der Stadtmission, Am Johannistisch 6, Berlin-Kreuzberg; das Gotteshaus wurde im Zweiten Weltkrieg zerstört und an seiner Stelle entstand 1967/1968 ein Neubau in der Johanniterstraße 2[21]
- 1892–1894: Evangelisches Diakonissenkrankenhaus in Jerusalem, zusammen mit Heinrich Theising
Der Auftrag kam vermutlich zustande, weil der Initiator des Baus der in Berlin lebende Pfarrer Carl Schlicht war, der bereits für die Errichtung des Paul-Gerhardt-Stifts Geldspenden gesammelt hatte.
- 1895: Wohn- und Geschäftshaus, Mohrenstraße 25 (historisch), (mit Theising)[22] Im 2. Weltkrieg zerstört.
- 1895 (lt. Denkmalamt 1905–1908): ein mehrflügeliges sechsgeschossiges Fabrikgebäude in der Geneststraße 5, Alt-Berlin[23][24]
- 1896: Haus des Christlichen Vereins junger Männer in Berlin, Wilhelmstraße 34 (mit Baumeister Heinrich Theising)[25]
- 1897–1898: Krankenhaustrakt und Isolierstation im Paul-Gerhardt-Stift in Berlin (mit Baumeister Heinrich Theising)[19]
- 1890er: Am Ausbau bzw. den Planungen und Bauten für das Jerusalemer Stadtviertel Me'a Sche'arim sollen die beiden Architekten Schwartzkopff und Theising ebenfalls beteiligt gewesen sein.
- 1903–1904: Wohnanlage an der Versöhnungs-Privat-Straße (Deutsche Höfe) des Vaterländischen Bauvereins in Berlin-Moabit, Hussitenstraße[26]
- 1903–1905: evangelische Taborkirche, nach Plänen und unter Leitung von Ernst Schwartzkopff (zusammen mit Adolph Bürckner)[27][28]
- vor 1904: Entwürfe für die Reformationskirche in Berlin-Moabit, Beusselstraße (Nach Schwartzkopffs Tod wurden die Pläne von Georg Dinklage und Ernst Paulus grundlegend überarbeitet.)[29]